# Station Blaasveld
Station Blaasveld is een voormalige spoorweghalte langs spoorlijn 54 (Mechelen - Sint-Niklaas - Terneuzen) in Blaasveld, een deelgemeente van de gemeente Willebroek.

## Aantal instappende reizigers
De grafiek en tabel geven het gemiddeld aantal instappende reizigers weer op een week-, zater- en zondag.
| Tabel: aantal instappende reizigers station Blaasveld | Tabel: aantal instappende reizigers station Blaasveld | Tabel: aantal instappende reizigers station Blaasveld | Tabel: aantal instappende reizigers station Blaasveld |
|                                                       | Weekdag                                               | Zaterdag                                              | Zondag                                                |
| ----------------------------------------------------- | ----------------------------------------------------- | ----------------------------------------------------- | ----------------------------------------------------- |
| 1977                                                  | 125                                                   | 46                                                    | 38                                                    |
| 1978                                                  | 126                                                   | 14                                                    | 15                                                    |
| 1979                                                  | 116                                                   | 16                                                    | 22                                                    |
| 1980                                                  | 126                                                   | 11                                                    | 21                                                    |
| 1981                                                  | 135                                                   | 13                                                    | 16                                                    |
| 1982                                                  | 111                                                   | 13                                                    | 17                                                    |
| 1983                                                  | 90                                                    | 21                                                    | 9                                                     |

2,0: Leest ·
5,0: Tisselt ·
6,9: Blaasveld ·
8,3: Willebroek ·
10,2: Kalfort ·
13,6: Puurs ·
17,5: Bornem ·
21,0: Temse ·
24,6: Eigenlo ·
29,2: Sint-Niklaas ·
32,7: Sint-Pauwels ·
33,2: Sint-Gillis-Waas ·
35,2: Kalf ·
37,5: De Klinge ·
47,9: Hulst ·
52,8: Kijkuit ·
57,5: Axel ·
63,0: Sluiskil ·
66,7: Terneuzen